# Vườn quốc gia Stora Sjöfallet
Stora Sjöfallet là một vườn quốc gia nằm ở Norrbotten, miền bắc Thụy Điển, trong các đô thị Gällivare và Jokkmokk. Được thành lập vào năm 1909 và có diện tích 1.278 km², đây vườn quốc gia có diện tích lớn thứ ba ở Thụy Điển. Nó nằm về phía trên vòng Bắc Cực khoảng 20 km, và ở hai bên bờ của hệ các thống hồ của sông Lule, gần biên giới với Na Uy.
Vườn quốc gia là một phần của Vùng đất Laponia đã được UNESCO công nhận là Di sản thế giới vào năm 2000. Ngoài ra, Stora Sjöfallet cũng là một phần của Natura 2000, một mạng lưới các khu bảo tồn thiên nhiên trên lãnh thổ các quốc gia thuộc Liên minh châu Âu.

## Lịch sử
Khi mới được thành lập vào năm 1909, vườn quốc gia này nhằm bảo vệ khu vực thác nước lớn được biết đến với tên gọi là Stour Muorkkegårttje trong ngôn ngữ Sami. Đây là những thác nằm ở trung tâm vườn quốc gia, và trong quá khứ, đây từng là thác nước chảy mạnh nhất và có vẻ đẹp nổi bật ở châu Âu, nhưng chính phủ đã cho phép phát triển thủy điện phát triển tại thác này. Điều này đã ngăn chặn hầu hết các dòng chảy có thể nhìn thấy được của thác trừ trường hợp khi bờ kè của hồ chứa Akkajaure bị hư hỏng.
Việc phát triển sau này khi có một đường dây điện và con đường giao thông và các con đường trải sỏi. Ngay trong năm 1960, vườn quốc gia đặt trong tình trạng bị những thay đổi nghiêm trọng. Ngày nay, khu vực thác không còn là một phần của vườn quốc gia nữa. Hồ nhân tạo Akkajaure chia vườn quốc gia này thành hai khu vực.
Tên của vườn quốc gia bắt nguồn từ tên của một thác nước 5 tầng trên sông Lule. Mỗi một tầng thác được đặt theo tên của một nhân vật lịch sử quan trọng của Lapland. Những người này là SG Hermelin (thác Hermelin) vốn là một doanh nhân vĩ đại trong lịch sử công nghiệp của Norrbotten; Lars Levi Laestadius, người sáng lập của phong trào phục hưng Laestadianism; Gustaf von Düben, bác sĩ và tác giả của cuốn sách "Om lappland och lapparne"; Carl Anton Petterson là người trình bày về Sjöfallet Stora với công dân Thụy Điển và Henrik Adolf Widmark, người đã tạo ảnh hưởng mạnh mẽ đến vùng núi của Lapland.
Các ngọn núi được hình thành khoảng 400 triệu năm trước, khi hai lục địa va chạm. Vùng biển giữa chúng biến mất và các lớp trầm tích dưới đáy biển được ép với nhau để tạo thành một dãy núi. Ngày nay ta có thể dễ dàng thấy các dấu vết hình thành thời kỳ băng hà trong khu vực.

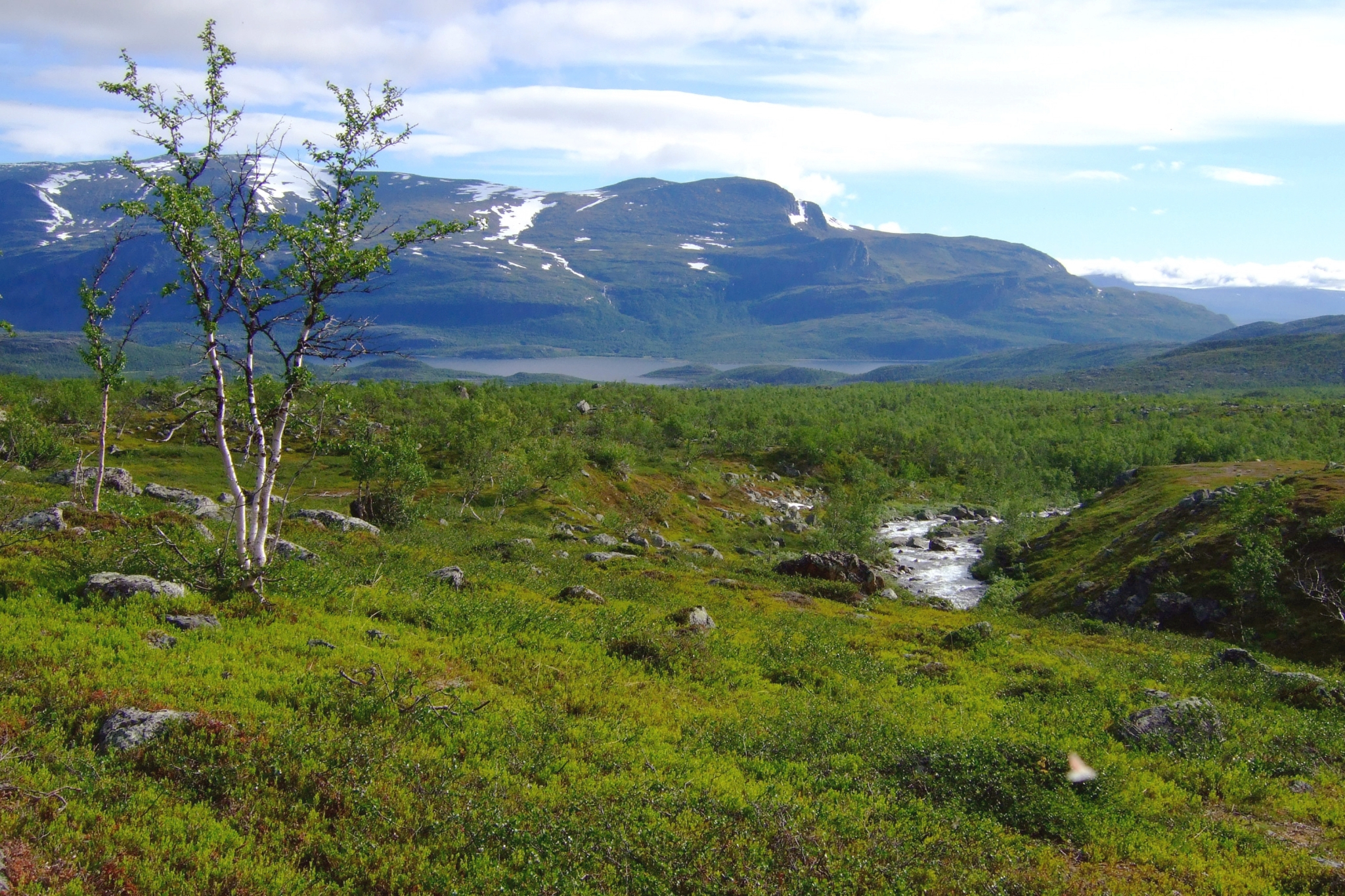
Hồ Kårtejaure và Njabbejåkkå được nhìn thấy từ các đường giới hạn của cây trên Suorva.

## Địa lý
Một phần của vườn quốc gia nằm ở phía nam của hồ Akkajaure, chủ yếu là núi Áhkká còn được gọi là "nữ hoàng của Lapland". Những ngọn đồi thấp ở phía nam của vườn được bao phủ bởi rừng thông. Trong khi đó, phía bắc của hồ là ngọn núi Kallaktjåkkå, gần khu vực vịnh hẹp của thung lũng Teusa ở phía bắc.
Điểm cao nhất của vườn quốc gia tại độ cao 2.015 mét so với mực nước biển và là một phần của dãy Áhkká với 13 đỉnh và 10 sông băng thuộc vườn quốc gia. Tuy nhiên, với sự ấm lên toàn cầu khiến cho các sông băng đang tan chảy với tốc độ là 10 mét mỗi năm.

## Động thực vật
Trên nền tảng là đá vôi nghèo dinh dưỡng nên khu vực rộng lớn của vườn quốc gia được bao phủ với những cánh rừng Bạch dương lùn và cây Dâu quạ. Ngoài ra, vườn quốc gia cũng có rất nhiều các loài địa y, trong đó có loài chỉ có tại đây.
Trong số khoảng 400 loài thực vật có thể được tìm thấy ở vùng núi thì khoảng một nửa trong số được tìm thấy tại Stora Sjöfallet như là Arenaria humifusa. Cây mâm xôi thường được gọi là "vàng của Lapland" có thể được tìm thấy trong vườn quốc gia từ giữa tháng 7 đến cuối tháng 8.
Về động vật, vườn quốc gia có khoảng 125 loài chim khác nhau. Một số loài phổ biến bao gồm Choi choi vàng châu Âu, Sơn ca đồng cỏ và Phao câu trắng phương bắc. Nếu may mắn, có thể bắt gặp Choắt mỏ cong bé,Cướp biển đuôi dài, Đại bàng và Ó chân thô, Ngỗng ngực trắng nhỏ, Cắt Bắc Cực và Hù xám lớn. Sjaunja là sân chim lớn nhất ở Thụy Điển nằm ở ranh giới phía đông của vườn quốc gia.